# Релігія в Канаді
Релігія в Канаді включає широкий спектр груп і вірувань. Християнство є найбільшою релігією в Канаді, а католицизм є її найбільшою конфесією. За християнами, що становлять 53,3 % населення у 2021 році, слідують люди, які не сповідують релігію, у кількості 34,6 % від загальної чисельності населення. Інші релігії включають іслам (4,9 %), індуїзм (2,3 %), сикхізм (2,1 %), буддизм (1,0 %), іудаїзм (0,9 %), духовність корінних народів (0,2 %) та джайнізм (0,1 %).
Показники релігійної прихильності неухильно знижуються. У преамбулі Канадської хартії права і свободи йдеться про Бога. Монарх носить титул «Захисник віри». Однак у Канаді немає офіційної релігії, і підтримка релігійного плюралізму та свободи віросповідання є важливою частиною політичної культури Канади.
До європейської колонізації велика різноманітність релігій і систем вірувань аборигенів були в основному анімістичні або шаманські, включаючи сильну племінну повагу до духів і природи. Французька колонізація, що почалася в 16 столітті, призвела до появи римсько-католицького франкомовного населення в Новій Франції, особливо в Акадії (пізніше Нижня Канада, нині Нова Шотландія та Квебек). Британська колонізація принесла в країну хвилі англікан та інших протестантів. Верхня Канада, нині Онтаріо. Російська імперія поширила східне православ'я в невеликій мірі серед племен на крайній півночі та західному узбережжі, особливо на гіперборейських кочівників, таких як інуїти; Православ'я прибуло на материк з іммігрантами з Радянського Союзу, країн Східного блоку, Греції та інших країн протягом 20 століття.
В умовах занепаду християнства після того, як воно колись було центральною та невід'ємною частиною канадської культури та повсякденного життя, Канада стала постхристиянською, світською державою, незважаючи на те, що більшість канадців заявляють про свою приналежність до християнства. Більшість канадців вважають релігію неважливою у своєму повсякденному житті, але все ж вірять у Бога. Практика релігії нині зазвичай вважається приватною справою у суспільстві та державі. У неділю від 15 до 25 відсотків канадців-католиків відвідують месу (15 відсотків відвідують щотижня та ще 9 відсотків щомісяця).

## Релігійний плюралізм
Сьогодні в Канаді немає державної релігії, і уряд Канади офіційно прихильний до релігійного плюралізму. У той час як офіційні зв'язки канадського уряду з релігією, особливо з християнством, нечисленні, в преамбулі Канадської хартії права і свободи згадується «перевага Бога». Державний гімн обома офіційними мовами також відноситься до Бога. Проте зростання безбожжя в країні та приплив нехристиянських народів призвели до більшого поділу уряду та релігії, демонструються у таких формах, як «Різдвяні канікули», які в державних школах називаються «зимовими фестивалями». Деякі релігійні школи фінансуються державою відповідно до Розділу двадцять дев'ять Канадської хартії прав та свобод.
Канада є королівством Співдружності, в якому глава держави поділяється із 14 іншими країнами. Таким чином, Канада слідує законам Сполученого Королівства про успадкування свого монарха, які забороняють католикам успадковувати трон. У Канаді титул монарха включає фрази «Милістю Божою» та «Захисник віри».
Різдво та Великдень є загальнонаціональними святами, і хоча євреям, мусульманам та іншим релігійним групам дозволено брати відгули з роботи, вони не мають такого ж офіційного визнання. У 1957 році парламент оголосив День подяки «днем загальної подяки всемогутньому Богові за рясний урожай, яким була благословенна Канада».
Наприкінці 20-го століття тривала битва за те, щоб релігійний одяг був прийнятий у всьому канадському суспільстві, в основному зосереджений на сикхських тюрбанах. Канадські збройні сили дозволили носіння тюрбанів у 1986 році, зрештою Королівська канадська кінна поліція пішла за ними у 1988 році, і, зрештою, інші федеральні урядові установи прийняли членів у тюрбанах.

## Історія
До приходу європейців перші нації наслідували широке коло в основному анімістичних релігій і духовності. Першими європейцями, які оселилися у великій кількості в Канаді, були французькі католики латинського обряду, у тому числі велика кількість єзуїтів, які заснували кілька місій у Північній Америці. Вони були присвячені наверненню тубільців; зусилля, яке зрештою виявилося успішним.
Перші великі протестантські громади утворилися у Примор'ї після його завоювання англійцями. Не маючи можливості переконати достатньо британських іммігрантів поїхати до регіону, уряд вирішив імпортувати континентальних протестантів із Німеччини та Швейцарії, щоб заселити регіон та врівноважити римо-католицьких академіків. Ця група була відома як іноземні протестанти. Це зусилля виявилося успішним, і сьогодні регіон Південного берега Нової Шотландії, як і раніше, в основному лютеранський. Після вигнання академіків, що почалося в 1755 р., велика кількістьПлантатори Нової Англії оселилися на землях, що звільнилися, принісши з собою свою конгрегаціоналістську віру. У 1770-х роках під керівництвом Генрі Алліна рух Нового Світу Великого Пробудження охопив Атлантичний регіон, звернувши багатьох конгрегаціоналістів у нове богослов'я. Після смерті Алліна багато з цих новосвітів зрештою стали баптистами, що зробило Приморську Канаду центром баптистського руху в Канаді.
Закон Квебеку 1774 визнав права Римо-католицької церкви на всій території Нижньої Канади, щоб зберегти лояльність французьких канадців Британській короні. Римський католицизм, як і раніше, є основною релігією французьких канадців сьогодні.
Американська революція, що почалася в 1765 році, викликала великий приплив протестантів до Канади, коли лоялісти Об'єднаної імперії, що втекли з бунтівних Сполучених Штатів, у великій кількості перебралися до Верхньої Канади та Примор'я. Вони включали суміш християнських груп з великою кількістю англіканців, але також і з багатьма пресвітеріанами та методистами.

### 1800–1900-ті роки
У той час як англіканці зміцнили свою владу над вищими класами, робітники та фермери відгукнулися на методистське відродження, яке часто спонсорували приїжджі проповідники зі Сполучених Штатів. Типовим був преподобний Джеймс Когі, американець, посланий Уесліанською методистською церквою з 1840-х по 1864 рік. чіткий заклик до особистої прихильності у поєднанні з наступними діями щодо організації підтримки новонавернених. Це був час, коли спалахнув рух за святість, коли відродився інтерес чоловіків і жінок до християнської досконалості.
На початку дев'ятнадцятого століття в Примор'ї та Верхній Канаді англіканська церква займала таке ж офіційне становище, як і в Англії. Це викликало напруженість у англійській Канаді, оскільки більшість населення була англіканкою. Збільшення імміграції із Шотландії створило дуже велику пресвітеріанську громаду, і вони та інші групи вимагали рівних прав. Це було важливою причиною повстання 1837 року у Верхній Канаді. З приходом відповідальних урядів англіканської монополії настав кінець.
У Нижній Канаді римсько-католицька церква була офіційно чільною і відігравала центральну роль у культурі та політиці колонії. На відміну від англійської Канади, французько-канадський націоналізм став дуже тісно пов'язаним із католицизмом. У цей період Римо-католицька церква в регіоні стала однією з найбільш реакційних у світі. Церква, відома як ультрамонтанський католицизм, зайняла позицію, що засуджує всі прояви лібералізму.
У політиці ті, хто був пов'язаний з римсько-католицьким духовенством у Квебеку, були відомі як les bleus (блюз). Вони сформували цікавий союз із стійкими монархістами та пробританськими англіканами англійської Канади (часто членами Ордену апельсинів), щоб сформувати основу Канадської консервативної партії. Партія реформ, яка пізніше стала Ліберальною партією, в основному складалася з антиклерикальних французьких канадців, відомих як les rouges (червоні), та неангліканських протестантських груп. У ті часи, перед виборами, парафіяльні священики читали проповіді своїй пастві, де говорили щось на кшталт Le ciel est bleu et l'enfer est rouge («небо (небеса) синє, а пекло червоне»).
У 1871 році національний перепис показав, що 56,45 % протестантів, 42,80 % католиків, 0,05 % язичників, 0,03 % євреїв, 0,02 % мормонів, 0,15 % нерелігійних та 0,49 % невказаних.
До кінця ХІХ століття в англійській Канаді утвердився протестантський плюралізм. Хоча більшість еліти все ще була англіканкою, інші групи, у тому числі методисти, також стали дуже помітними. Школи та університети, створені тоді, відбивали цей плюралізм, і кожної віри створювалися великі навчальні центри. Один із них, Королівський коледж, пізніше Університет Торонто, був створений як позаконфесійна школа. Вплив Ордену апельсинів був сильним, особливо серед ірландських іммігрантів-протестантів, і становив потужну антикатолицьку силу в Онтаріополітиці; його вплив зник після 1920 р.
Наприкінці дев'ятнадцятого століття також почалося велике зрушення у структурі імміграції до Канади. Велика кількість іммігрантів з Ірландії та Південної Європи створювала нові римо-католицькі громади в англійській Канаді. До Західної Канади прибули значні східно-православні іммігранти зі Східної Європи, а також іммігранти-мормони та п'ятдесятники зі Сполучених Штатів та Ірландії.

### 1900–1960-ті роки
У 1919—1920 роках п'ять основних протестантських деномінацій Канади (англіканська, баптистська, конгрегаціоналістська, методистська та пресвітеріанська) спільно зробили «Рух вперед». Мета полягала в тому, щоб зібрати кошти та зміцнити християнську духовність у Канаді. Рух закликав до англомовного націоналізму, пов'язуючи пожертвування з кампаніями з позики на перемогу під час Першої світової війни, і наголошував на необхідності засобів для канадизації іммігрантів. З центром у Онтаріо, кампанія мала явний фінансовий успіх, зібравши понад 11 мільйонів доларів. Проте кампанія виявила глибокі розбіжності серед протестантів: традиційні євангелісти говорили про особисті стосунки з Богом, а більш ліберальні деномінації наголошували на Соціальному Євангелії та добрих справах. Обидві фракції (крім англіканців) домовилися про заборону, яку вимагав WCTU.
Станом на 1931 рік католики були найбільшою релігійною організацією в Канаді, яка налічувала 4 мільйони людей. За нею пішла Об'єднана церква Канади (включаючи методистів, конгрегаціоналістів та пресвітеріан) з 2 мільйонами людей; англіканська церква, що налічує майже 2 мільйони осіб; та пресвітеріанська церква, що налічує близько 870 000 осіб. У Канадському щорічнику за 1936 рік повідомлялося, що «з нехристиянських сект 155614 осіб, або 1,50 %, становили євреї, 24087 осіб, або 0,23 %, були конфуціанцями, 15784 людини, або 0,15 %, буддистами та 5008 осіб, або 0,05 %, були язичниками.
Панування протестантських та римсько-католицьких елементів у канадському суспільстві тривало аж до 20 століття. До 1960-х років у більшості районів Канади все ще діяли великі закони про День Господній, які обмежували те, що можна було робити в неділю. В англо-канадській еліті, як і раніше, переважали протестанти, а євреї та католики часто виключалися. Повільний процес лібералізації розпочався після Другої світової війни у англійській Канаді. Були скасовані відверто християнські закони, зокрема проти гомосексуалізму. Політика, яка сприяє християнській імміграції, також була скасована.
У 1951 році після включення переважно протестантської провінції Ньюфаундленд і Лабрадор було проведено загальнонаціональний перепис.
Згідно зі статистикою, наданою Статистичним управлінням Канади, протестанти становили незначну більшість у країні в період з 1871 по 1961 рік. Незважаючи на численне римо-католицьке населення Канади, цей факт підтверджується дев'ятьма послідовними національними переписами населення. До 1961 року католики обігнали протестантів як найчисленнішу релігійну групу, хоча, на відміну протестантів, вони ніколи не досягали статусу абсолютної більшості (> 50 %).

### 1960-ті й пізніше
Найзначнішою зміною стала Тиха революція у Квебеку у 1960-х роках. Аж до 1950-х років провінція була однією з традиційних католицьких областей у світі. Відвідуваність церкви була високою, а школи значною мірою контролювали церкву. У 1960-х роках католицька церква втратила більшу частину свого впливу в Квебеку і релігійність різко впала. У той час як більшість квебекців, як і раніше, сповідують римо-католики латинського обряду, рівень відвідуваності церкви різко знизився.
Англійська Канада також зазнала секуляризації. Об'єднана церква Канади, найбільша протестантська деномінація в країні, стала однією з найбільш ліберальних великих протестантських церков у світі. Флетт стверджує, що у 1960-х роках швидкі культурні зміни в Канаді призвели до того, що Об'єднана церква припинила свої євангельські програми та змінила свою ідентичність. Він зробив революційні зміни у своїх євангелізаційних кампаніях, освітніх програмах, моральних настановах та богословському образі. Однак кількість членів різко скоротилася, оскільки Об'єднана церква підтвердила відданість правам геїв, включаючи шлюб і висвячення, а також висвячення жінок.
У 1971 році в Канаді було 47 % католиків, 41 % протестантів, 4 % представників іншої релігії та 4 % неафілійованих.
Тим часом виникла сильна течія євангельського протестантизму. Найбільші групи мешкають в атлантичних провінціях і Західній Канаді, зокрема, в Альберті, Південній Манітобі, а також у південних внутрішніх районах та регіоні долини Фрейзер у Британській Колумбії, також відомому як „канадський біблійний пояс“, а також у деяких частинах Онтаріо за межами Великого району Торонто. Соціальне середовище більш консервативне, дещо більше відповідає середовищі Середнього Заходу та Півдня США., а одностатеві шлюби, аборти та цивільні відносини менш поширені. Євангелічний рух різко зріс після 1960 року і дедалі більше впливає державну політику. Проте загальна частка євангелістів у Канаді залишається значно нижчою, ніж у США, а поляризація набагато менш інтенсивна. У Квебеку та найбільших міських районах, які зазвичай є світськими, дуже мало євангелістів, хоча в більшості великих міст є кілька громад, що налічують понад 1000 членів.

## Авраамічні релігії

Відсоток християн по провінціях і територіях Канади за даними перепису населення 2021 року
80-89.9% Християн
70-79.9% Християн
60-69.9% Християн
50-59.9% Християн
40-49.9% Християн
30-39.9% Християн

### Християнство
Більшість канадських християн рідко відвідують церковні служби. Міжнаціональні дослідження рівня релігійності, такі як Pew Global Attitudes Project, показують, що в середньому канадські християни менш дотримуються релігійних звичаїв, ніж християни в Сполучених Штатах, але все ж таки більш відверто релігійні, ніж їхні однолітки в Західній Європі. 2002 року 30 % канадців повідомили дослідників Pew, що релігія для них „дуже важлива“. Опитування Gallup 2005 року показало, що 28 % канадців вважають релігію „дуже важливою“ (55 % американців та 19 % британців говорять те саме). Проте в Канаді існують регіональні відмінності з Британською Колумбією та Квебеком. повідомляють про особливо низькі показники дотримання традиційних релігійних обрядів, а також про значний розрив між міськими та сільськими районами, у той час як у Саскачевані та сільській Альберті спостерігався високий рівень релігійної відвідуваності. Показники щотижневої відвідуваності церкви заперечуються: за даними останнього опитування Ipsos-Reid, вони становлять від 11 до 25 %, згідно з журналом „Christianity Today“. Цей американський журнал повідомив, що три опитування, проведені Focus on the Family, Time Canada та Vanier Institute of the Family, показали, що відвідуваність церкви збільшилася вперше за покоління, при цьому щотижнева відвідуваність складає 25 відсотків. Це число схоже на статистику, представлену провідним канадським соціологом релігії проф. Реджинальд Біббі з Університету Летбріджа, який вивчає канадські релігійні моделі з 1975 року. Хоча це нижче, ніж у США, де щотижнева відвідуваність церкви становить близько 40 % після Другої світової війни, щотижнева відвідуваність церкви вища, ніж у США. Північна Європа.
Крім великих церков — римо-католицької, об'єднаної та англіканської, які разом становлять більше половини населення Канади як номінальних прихильників, — у Канаді також є багато дрібніших християнських груп, включаючи східне православ'я. Єгипетське населення Онтаріо та Квебеку (зокрема, Великого Торонто) всього за кілька десятиліть зіткнулося з великою притокою коптського православного населення. Відносно численне українське населення Манітоби та Саскачевана породило безліч послідовників Української католицької та Української православної церков, тоді як південна Манітоба була заселена в основному менонітами. Концентрація цих дрібніших груп часто сильно відрізняється країною. Особливо багато баптистів у Примор'ї. У Примор'ї, степових провінціях та на південному заході Онтаріо проживає значна кількість лютеран. Південно-західний Онтаріо бачив велику кількість німецьких та російських іммігрантів, у тому числі багатьох меннонітів та гуттеритів, а також значний контингент голландських реформатів. Альберта стала свідком значної імміграції з американських рівнин, що призвело до створення значної мормонської меншини в цій провінції. Церква Ісуса Христа Святих Останніх Днів стверджувала, що на кінець 2007 року налічувала 178 102 члени (74 377 з яких в Альберті). І, згідно з річним звітом Свідків Єгови, налічується 111 963 активних члени (члени, які активно проповідують). в Канаді.
Канада? як нація стає все більш релігійно різноманітною, особливо у великих міських центрах, таких як Торонто, Ванкувер та Монреаль, де збираються групи меншин та нові іммігранти, що становлять приріст більшості релігійних груп. При уважному розгляді сучасного релігійного ландшафту стають очевидними дві важливі тенденції. Одним із них є втрата „секуляризованими“ канадцями як активних та постійних учасників церков та деномінацій, у яких вони виросли, які в переважній більшості були християнськими, тоді як ці церкви залишаються частиною культурної ідентичності канадців. Інший — зростаюча присутність етнічно різноманітної імміграції у релігійному складі країни.
Оскільки основні протестанти та католики зазнали серйозних втрат за останні 30 років, інші швидко розширювалися: загалом на 144 % у „східних“ релігіях за десятиліття 1981—1991 років. Враховуючи зростаючу залежність Канади від імміграції для підтримки низького рівня народжуваності, ситуація, ймовірно, лише продовжить диверсифікуватись. Цей приплив етнічних іммігрантів, що збільшився, впливає не тільки на типи релігій, представлених у канадському контексті, але і на все більш багатокультурний і багатомовний склад окремих християнських конфесій. Від китайських англіканських або корейських об'єднаних церковних громад до лютеранських зосередитися на наданні таких необхідних послуг іммігрантам, погано знайомим з канадським контекстом та англійською мовою, імміграція вносить зміни. Незважаючи на те, що багато католиків у Квебеку ігнорують позицію церкви щодо контролю над народжуваністю, абортів або дошлюбного сексу, церкви не диктують більшу частину повсякденного життя звичайних канадців.
Для деяких протестантських деномінацій адаптація до нового світського контексту означала пристосування до своїх неінституційних ролей у суспільстві шляхом приділяння все більшої уваги соціальній справедливості. Однак тяжіння між консервативними релігійними діячами та радикальнішими членами церкви ускладнюється великою кількістю громад іммігрантів, які можуть бажати, щоб церква виконувала більш „інституційно завершену“ роль буфера в цій новій країні порівняно з нинішнім. напружені дебати з приводу одностатевих шлюбів, висвячення жінок та гомосексуалістів або ролі жінок у церкві. Це, звичайно, залежатиме від походження іммігрантського населення, як у Гонконгу. Контекст, в якому висвячення Флоренс Лі Тім Ой відбулося задовго до того, як висвячення жінок було підняте на рівень канадської англіканської церкви.
Крім того, мультикультурний акцент у церковній частині може містити нехристиянські елементи (наприклад, включення буддійського священика в один інцидент), які є небажаними для трансплантованої релігійної спільноти. Задоволення потреб і бажань різних верств населення Канади та нових жителів Канади є важким балансом між різними основними церквами, які потребують грошей і активних парафіян у той час, коли 16 % канадців ідентифікують себе як нерелігійні і до двох третин тих, хто дійсно ідентифікує себе з деномінацією використовують церкву тільки для її ритуалів життєвого циклу, що регулюють народження, шлюб і смерть. Церква зберігає те, що тримає у своїх парафіянах життя, але не час і енергія, необхідні для підтримки старіючої установи.
Євангелічні частини протестантських груп також заявляють про своє зростання, але, як зазначає Роджер О'Тул, вони становлять 7 % населення Канади і, схоже, одержують більшу частину свого зростання за рахунок вищої народжуваності. Що важливо, так це більш висока участь їхніх членів на відміну від основних протестантів та католиків. Ця висока прихильність, здавалося б, трансформується в політичну владу, якою володіють євангелісти в Сполучених Штатах, але, незважаючи на християнське походження Канади, що історично склалося, як акуратно зазначає Біман, утворюючи фон для соціального процесу» явна релігійність, мабуть, не підштовхнула уряд до правової дискримінації одностатевих шлюбів.
У дев'яностих роках у Торонто відбулося велике релігійне відродження, відоме як Благословення Торонто у невеликій церкві Виноградника неподалік міжнародного аеропорту Торонто Пірсон. Ця релігійна подія була найбільшою туристичною пам'яткою Торонто у 1994 році. Ця подія характеризувалася незвичайним релігійним екстазом, таким як смерть у Дусі, нестримний сміх та інші дивні дії.
Дослідження, проведене у 2015 році, оцінює близько 43 000 віруючих у Христа мусульманського походження в Канаді, більшість з яких належать до євангельської традиції.

#### Англіканська церква Канади
Англіканська церква Канади — єдина офіційна церква англіканської громади в Канаді. По всій Канаді налічується близько 1700 окремих церков або парафій, які організовані в 30 різних єпархій, кожна з яких очолюється єпископом. Національна церковна служба відома як Генеральний Синод. Предстоятелем є архієпископ Лінда Ніколлс, національний пастирський лідер.

#### Євангелізм
Євангелічне братство Канади — національний євангелічний альянс, член Всесвітнього євангелічного альянсу — засноване у 1964 році в Торонто. Він об'єднує 43 конфесії євангельських християн.
П'ятдесятницькі асамблеї Канади було засновано 1914 року.
Канадські баптистські служіння було засновано 1944 року.

#### Гуттерити
У середині 1870-х років гуттерити переїхали з Європи на територію Дакота до США, щоб уникнути військової служби та інших переслідувань. Під час Першої світової війни гуттерити постраждали від переслідувань у Сполучених Штатах, бо вони пацифісти та відмовилися від військової служби. Потім вони перемістили майже всі свої громади до Канади у західних провінціях Альберта та Манітоба у 1918 році. У 1940-х роках у Канаді було 52 колонії гуттеритів.
Сьогодні понад 75 % світових колоній гуттеритів розташовані в Канаді, в основному в Альберті, Манітобі та Саскачевані, а решта майже виключно у Сполучених Штатах. Населення гуттеритів у Північній Америці становить близько 45 000 чоловік.

#### Меноніти
Перші меноніти прибули до Канади в 1786 році з Пенсільванії, але наступні меноніт прибули прямо з Європи. Меннонітська церква Канади налічувала близько 35 000 членів у 1998 році.

#### Католицизм
Католицька церква в Канаді під духовним керівництвом Папи та Канадської конференції католицьких єпископів має найбільшу кількість прихильників релігії в Канаді, при цьому 38,7 % канадців (13,07 мільйона) вважаються католиками в Національному обстеженні домогосподарств 2011 р. в 72 , в якому обслуговується близько 8000 священників. Це була перша європейська віра на території сучасної Канади, що з'явилася в 1497, коли Джон Кебот висадився на Ньюфаундленді і підняв венеціанські і папські прапори, заявивши, що земля належить його спонсору королю Англії Генріху VII, визнаючи при цьому релігійний авторитет римсько-католицької церкви. Церква.
Вся католицька церква в Канаді підпорядковується примасу Канади, який відповідає Квебецькій архієпископії та її єпископу, примасу Канади. В даний час Жеральд Сіпрієн Лакруа є примасом Канади. Папа представлений в Канаді Апостольською нунціатурою в Канаді (Отава).

#### Східне православ'я
Прихильники східного православ'я у Канаді належать до кількох церковних юрисдикцій. Історично східне православ'я було запроваджено Канаду протягом 19 століття, переважно у результаті еміграції християн зі Східної Європи та Близького Сходу. Вважаючи таку різноманітну спадщину, східне православ'я в Канаді традиційно організовано відповідно до родових юрисдикцій автокефальних східно-православних церков, кожна з яких має свою ієрархію з єпархіями та парафіями.
За даними перепису 2011 року, православних було 550 690 осіб. Грецька православна громада складає найбільшу східно-православну громаду в Канаді, що налічує 220 255 прихильників, за нею йдуть інші громади: російська православна (25 245), українська православна (23 845), сербська православна (22 790), румська македонська православна (4945).), болгарських православних (1765), антиохійських православних (1220) та кількох інших другорядних громад східного православ'я. 207480 прихильників заявили тільки як православні християни.
Прихильники східного православ'я в Канаді також належать до кількох етнічних громад та церковних юрисдикцій. Згідно з даними перепису 2011 року, коптська православна громада становить найбільшу східно-православну громаду в Канаді, яка налічує 16 255 прихильників. За ним йдуть інші громади: вірменські православні (13730), ефіопські православні (3025), сирійські православні (3060) та кілька інших другорядних громад східного православ'я.

### Іслам
Через чотири роки після заснування Канади в 1867 канадський перепис 1871 виявила серед населення 13 мусульман. Перша канадська мечеть була побудована в Едмонтоні в 1938 році, коли в країні проживало близько 700 мусульман. Ця будівля зараз є частиною музею в парку Форт-Едмонтон. У роки після Другої світової війни мусульманське населення трохи побільшало. Однак мусульмани, як і раніше, становили явну меншість. Тільки зі скасуванням європейських імміграційних преференцій наприкінці 1960-х років мусульмани почали прибувати у значній кількості.
Згідно з переписом населення Канади 2001 року, у Канаді було 579 740 мусульман, що становить трохи менше 2 % населення. 2006 року мусульманське населення оцінювалося в 0,8 мільйона осіб, або близько 2,6 %. За оцінками Pew Research Center, 2010 року в Канаді проживало близько 0,9 мільйона мусульман. За даними Національного житлового обстеження 2011 року, мусульмани становили 3,2 % населення, що робить їх найбільшими релігійними прихильниками після християнства. Суннітського ісламу дотримується більшість, у той час як є значна кількість мусульман-шиїтів. Ахмадійці також становлять значну частку: у Канаді проживає понад 25 000 ахмадійців. Є також неконфесійні мусульмани. За даними перепису 2021 року, відсоток мусульман у Канаді становить 4,9 %.
У 2007 році CBC представила популярний телевізійний ситком під назвою «Маленька мечеть у преріях», сучасний аналіз та критичний коментар про ставлення до ісламу в Канаді. У 2008 році прем'єр-міністр Канади Стівен Харпер відвідав мечеть Байтун-Нур, найбільшу мечеть в Канаді, на інавгураційній сесії з главою мусульманської громади Ахмадійської.

### Юдаїзм
Єврейська громада в Канаді майже така ж стара, як і сама нація. Найраніша документація про євреїв у Канаді — це записи британської армії про Семирічну війну 1754 року. В 1760 генерал Джефрі Амхерст, 1-й барон Амхерст, атакував і завоював Монреаль для британців. У його полку було кілька євреїв, зокрема четверо з його офіцерського корпусу, насамперед лейтенант Аарон Харт, якого вважають батьком канадського єврейства. У 1807 році Єзекіїль Харт був обраний до законодавчого органу Нижньої Канади, ставши першим євреєм у Британській імперії, який отримав офіційну посаду. Харт був приведений до присяги на єврейській Біблії, а не на християнській Біблії. Наступного дня було висунуто заперечення, що Харт не дав присяги у порядку, необхідному для засідання у зборах — клятву зречення, яка зажадала від Харта заприсягтися «на істинній вірі християнина». Харт був виключений зі зборів тільки для того, щоб бути переобраним ще два рази. У 1768 році в Монреалі була побудована перша синагога в Канаді, Іспано-португальська синагога Монреаля. що гарантувала євреям ті самі політичні права та свободи, як і християнам.
Єврейське населення збільшилося в 1880-х роках через погроми в Росії і зростаючий антисемітизм. Між 1880 та 1930 роками єврейське населення зросло до 155 000 осіб. У 1872 році Генрі Натан-молодший став першим євреєм-членом парламенту, що представляв округ Вікторія, Британська Колумбія, у новоствореній Палаті громад. Перша світова війна зупинила потік іммігрантів до Канади, а після війни в імміграційній політиці Канади відбулися зміни, щоб обмежити імміграцію людей з «неналежних націй», тобто тих, хто не зі Сполученого Королівства або інших білих англо-американців. — саксонська протестантнація. У червні 1939 року Канада та Сполучені Штати були останньою надією для 907 єврейських біженців на борту пароплава SS St. Louis, якому було відмовлено у вході до Гавані, хоча пасажири мали в'їзні візи. Канадський уряд проігнорував протести канадських єврейських організацій. Кінг сказав, що криза не була «канадською проблемою», і Блер додав у листі О. Д. Скелтону, заступнику державного секретаря із закордонних справ від 16 червня 1939 року: «Жодна країна не може відкрити свої двері досить широко, щоб прийняти сотні тисяч жителів, євреїв, які хочуть залишити Європу: десь має бути проведена межа». Нарешті, кораблю довелося повернутися до Німеччини. [134] Під час Другої світової війни майже двадцять тисяч канадських євреїв зголосилися воювати за кордоном. Майже 40 тисяч, що вижили в Голокості, переїхали до Канади наприкінці 1940-х років, щоб відновити своє життя.
У 2010 році канадська єврейська громада була четвертою за величиною у світі і користується обома офіційними мовами Канади. Збільшується кількість людей, які використовують іврит, за винятком релігійних церемоній, тоді як мова ідиш скорочується. Більшість євреїв Канади живуть в Онтаріо та Квебеку, а Торонто є найбільшим центром єврейського населення. 2009 року кількість антисемітських інцидентів збільшилася в п'ятеро.

## Індійські релігії

### Індуїзм
Індуїзм — релігія меншості, за якою слідують 2,3 % населення Канади. Згідно з переписом населення 2021 року, в Канаді проживає 828 195 індусів.
Індуси в Канаді — це, як правило, індійські іммігранти (переважно пенджабці, гуджараті та хар'янві) з Індії, які почали прибувати до Британської Колумбії близько 100 років тому і продовжують іммігрувати сьогодні. У Канаді проживає значна кількість індуїстів Таміла зі Шрі-Ланки, які іммігрували зі Шрі-Ланки під час міжобщинних заворушень 1983 року в Шрі-Ланці. Непальські індуїсти, карибські індуїсти з Тринідаду і Тобаго, Суринаму та Гаяни та маврикійські індуїсти представляють значні підгрупи. Є також канадці, звернені в різні секти індуїзму завдяки зусиллям рух Харе Крішна, гуру за останні 50 років та інші організації.
Переважна більшість індусів проживає в Онтаріо (переважно в Торонто, Скарборо, Бремптоні, Гамільтоні, Віндзорі та Оттаві), Квебеку (переважно в районі Монреаля) та Британської Колумбії (переважно в районі Ванкувера).

### Буддизм
Згідно з переписом 2011 року, буддизм сповідує 1,1 % населення Канади.
Буддизм сповідається в Канаді вже понад століття, і останніми роками він значно зріс. Буддизм прибув до Канади з прибуттям китайських робітників біля в 19 столітті. Сучасний буддизм у Канаді перегукується з японської імміграції наприкінці 19 століття. Перший японський буддійський храм у Канаді був побудований в готелі Ісікава у 1905 році організація в Канаді.